# أبو بكر خيرت
أبو بكر محمود خيرت (ولد 27 ابريل 1910 - توفى 25 أكتوبر 1963)مهندس معماري ومؤسس الكونسرفتوار المصري، مؤلف موسيقي وبيانيست (عازف بيانو) ومهندس معمارى مصرى. يرجع له الفضل في تطوير الحركة الموسيقية في مصر. أول موسيقى يضع الموسيقى المصرية في إطار سيمفونى. من أهم أعماله المتتالية الشعبية المصرية للأوركسترا، وكنشرتو البيانو، والسيمفونية المصرية الشعبية وبعض المقطوعات القصيرة.

## حياته ومسيرته
ولد أبوبكر محمود خيرت في 27 أبريل 1910، في بيت محب للفن والثقافة فقد كان والده محاميا يهوى الفنون التشكيلية والموسيقي ووالدته يونانية وكان بيت الأسرة في شارع خيرت بحي السيدة زينب ملتقى لمشاهير رجال الفن أمثال: سيد درويش وعازف الكمان التركي أحمد دادة.
بدأ خيرت وهو في سن الخامسة دراسة الموسيقي حيث تعلم «الصولفيج» والنظريات ثم درس عزف الكمان على الطريقة الشرقية من أحمد دادة لمدة خمس سنوات، ولما بلغ العاشرة بدأ دراسة عزف البيانو علي يد كورتاكي لمدة عشر سنوات.
حصل أبوبكر خيرت على بكالوريوس الهندسة المعمارية عام 1930 بتقدير امتياز فأرسل في بعثة للتخصص في الهندسة المعمارية وتخطيط المدن بمدرسة الفنون الجميلة العليا في باريس، وقد انتهز فرصة وجوده هناك في مواصلة دراسته للبيانو والتأليف الموسيقي وذلك في دروس خاصة، وعاد إلى مصر عام 1935 وشعر برغبة في استكمال دراسة البيانو وعندئذ درس مع أستاذه القديم كورتاكي وبعد وفاة الأخير استكمل دراسته مع كل من تيجرمان وكمبيزي.
بلغت أعمال أبوبكر خيرت أربعين عملا كان آخرها الكونشيوتو الثاني للبيانو والاوركسترا في سلم «فا» الصغير مصنف "33".
زار أبوبكر خيرت الاتحاد السوفيتي عام 1957 بدعوة من وزارة الثقافة السوفيتية التي أقامت حفلا موسيقيا رسميا عزفت فيه ثلاث من مؤلفاته السيمفونية، كما مثل الجمهورية العربية المتحدة عام 1958 في مهرجان الموسيقي العربية في بوخارست حيث عزفت سيمفونيته الثانية المعروفة بالشعبية والتي كتبها عام 1955.
قدم خيرت حفلا لأول مرة في الثامن من يونيو 1963 بدار سينما أوبرا القاهرة وقام بعزف البيانو المنفرد بمصاحبة اوركسترا القاهرة السيمفوني بقيادة «جوزيبي جاليانو» وبعد ذلك بأربعة أشهر ونصف، وفي الخامس والعشرين من أكتوبر عام 1963 توفي أبوبكر خيرت فجأة وهو يعمل في مكتبه بكونسرفتوار القاهرة أثناء اجتماعه بخريجي الدفعة الأولي للمعهد.
- والده محمود خيرت وابن أخيه هو الملحن عمر خيرت
- حصل على جائزة الدولة التشجيعية في التأليف الموسيقى عام 1959

## من أهم أعماله
- الثورة أبو بكر خيرت  على فيسبوك.
- القصيد السيمفونى بانوراما أكتوبر
- القصيد السيمفونى العاصفة
- موسيقى باليه العرافة والعطور الساحرة
- موسيقى باليه النيل
- رابسودية عربية
- افتتاحية مصرية
- افتتاحية الإسكندرية
- نشيد سكندريات العالم
- متتالية صحوة العرب
- المتتالية المصرية
- موسيقى عصر الفرسان
- موشح فتن الليل
- موسيقى افتتاح دورة الألعاب الآسيوية -الدوحة 2006
- موسيقى افتتاح دورة الألعاب العربية -القاهرة 2007
- الفقرة الختامية من احتفالية نقل رئاسة الاتحاد الاوروبى من سولفينيا إلى باريس 2008

مؤلفات للبيانو
- دراسات للبيانو مصنف 2 و3 و4 و9 و15
- قصيد للبيانو مصنف 18 في سلم فا دييز صغير
- دراسات للكونسير مصنف 13
- متتاية شعبية مصنف 25 في سلم فا كبير

موسيقا الحجرة
- سداسى للفلوت وخمس الات وترية
- صوناته للكمان واوركسترا الوتريات
- متتالية للكلارينيت والبيانو
- صوناتة للفلوت والبيانو

مؤلفات اوركسترالية
- السيمفونية الأولى (الثورة) في سلم فا صغير مصنف 20 عام 1954
- السيمفونية الثانية (الشعبية) في سلم صول صغير
- افتتاحية ايزيس (1956) مستوحاة من قصة للكاتب الكبير توفيق الحكيم
- السيمفونية الثالثة في سلم دو كبير مصنف 23 عام 1958
- متتالية شعبية للاوركسترا عام 1958
- افتتاحية شعبية مصنف 26 الفت عام 1960
- كونشرتو البيانو الأول مصنف 10 عام 1944
- كونشرتو البيانو الثاني مصنف 33 عام 1962

مؤلفات غنائية
- موشح (لما بدا يتسني)للكورال والاوركسترا مصنف 34 عام 1962
- طقطوقة (ايه العبارة) للكورال والاوركسترا
- ضراعة للكورال والاوركسترا
- نسمة الصباح شعر محمود خيرت مصنف 31
- نظرة واحدة تسعدنى شعر محمود خيرت للالطو والبيانو مصنف

## أهم انجازاته المعمارية
- عمارة موبيل على كورنيش النيل بالقاهرة بجاردن سيتى
- مستشفى الكاتب بالدقى
- مستشفى مجدى بالدقى
- المدينة الجامعية التابعة لجامعة القاهرة
- مبانى معاهد أكاديمية الفنون (الباليه-الكونسرفتوار-السينما-الفنون المسرحية)
- قاعة سيد درويش بالهرم

## اسمع
لما بدا يتسني أبو بكر خيرت على يوتيوب

## وصلات خارجية
- أبو بكر خيرت على موقع أرشيف الشارخ.
- اعلام وشخصيات مصريه